# Альгамбрский эдикт

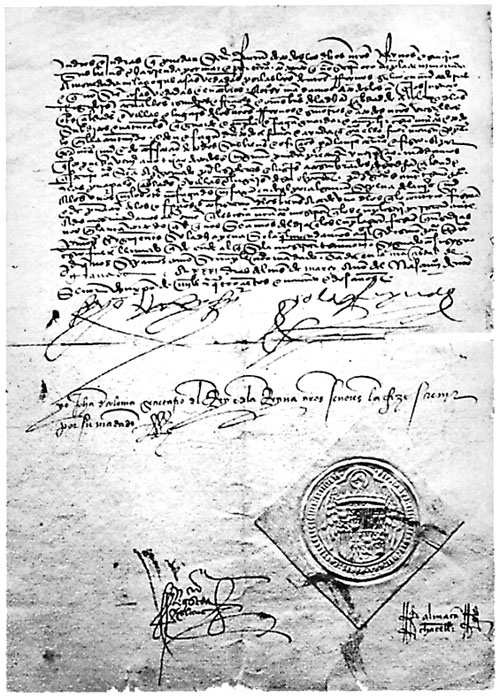
Подписи Фердинанда Арагонского, Изабеллы Кастильской и королевского секретаря Хуана де Коломы под текстом Альгамбрского эдикта

Альгамбрский эдикт, иначе Гранадский эдикт (исп. Edicto de Granada) — указ Фердинанда II Арагонского и Изабеллы I Кастильской, изданный 31 марта 1492 года , об изгнании со всех территорий их королевств тех евреев, которые до 31 июля этого года откажутся принять христианство.
Этот эдикт был первым в истории Испании, согласно которому с её территории изгонялся целый народ, проживавший здесь уже на протяжении полутора тысячелетий. Многие из евреев под сильнейшим нажимом властей приняли католическую веру (криптоиудеи, презрительно называемые испанцами марраны). При этом они постоянно находились в центре пристального внимания инквизиции, подозревавшей их в мнимом переходе в христианство и тайной приверженности своей старой религии. Многие тысячи выявленных инквизицией подлинных и мнимых нарушителей из среды марранов были судимы и приговорены к сожжению (аутодафе).
В 1968 году испанское правительство генерала Франко объявило Альгамбрский эдикт недействительным, и 1 апреля 1992 года испанским королём Хуаном Карлосом I — потерявшим силу. В тот же день король посетил мадридскую синагогу и просил прощения за решение, принятое его предшественниками почти 500 лет назад. В связи с 500-летием изгнания иудеев из Испании Генеральные кортесы в 1992 году утвердили закон, регулирующий отныне отношения между Испанским государством и союзом еврейских общин Испании.

## Предыстория
Евреи селились на Иберийском полуострове ещё в глубокой древности, до разрушения Второго Иерусалимского храма и изгнания их из Иудеи в I веке при римских императорах династии Флавиев — Веспасиане и Тите. Крупные иудейские общины в те времена существовали в таких городах, как Сарагоса, Кордова, Гранада, Жерона, а также на Балеарских островах. Пришедшие на смену римлянам вестготы вначале также мирно уживались с иудеями. Лишь после издания направленных против иудаизма постановлений католического Шестого Толедского собора (638 год) начинается эпоха религиозных преследований, насильственных крещений и погромов, приведших к тому, что к моменту прихода арабов-мусульман в Испанию в середине VIII столетия официально исповедовать иудаизм на территории Вестготского государства стало невозможным. Поэтому приход мавров был воспринят евреями с ликованием. Многие представители еврейского народа занимали при дворах арабских властителей высшие государственные должности, из среды евреев мусульманской Испании вышло большое количество знаменитых учёных, крупных промышленников и купцов.
Однако с приходом к власти в мусульманских испанских владениях берберской династии Альмохадов, фанатичных приверженцев ислама, положение их иудейских подданных резко ухудшилось. Теперь уже мусульмане вынуждали евреев под страхом расправы принимать ислам, их изгоняли из родных мест, разрушались синагоги. В результате многие евреи бежали на север, в христианские государства Испании или в Египет.
В 1469 году сочетались браком арагонский король Фердинанд II и королева Кастилии Изабелла I, что привело к объединению их государств. В 1472 году была основана испанская инквизиция, а её руководитель, великий инквизитор Томас де Торквемада стал духовником королевы. До 1490 года около 13 тысяч крещёных евреев (марранов) было уличено в мнимом крещении, арестовано и осуждено. Многие[сколько?] из них были сожжены на костре. После взятия Гранады в январе 1492 года и окончания реконкисты в Испании была свёрнута и политика некоторой религиозной терпимости в отношении еврейской интеллигенции, чиновничества и финансистов.

## История
После взятия Гранады испанскими войсками 2 января 1492 года закончилась 700-летняя эпоха «отвоевания Родины», известная как «Реконкиста». Последние военные кампании, закончившиеся полной победой над маврами, стали возможными в том числе и благодаря финансовой поддержке, полученной от банкиров-евреев Исаака Абраванеля и Абрахама Сеньора (1412—1493).
В эдикте, подписанном в гранадской Альгамбре Изабеллой и Фердинандом, указывалось на то, что среди принявших крещение евреев имеется немалое количество «плохих христиан», которые оказывают негативное влияние на новообращённых. Причиною этого является слишком близкое, смешанное существование христиан и иудеев в испанском обществе. Так как все прежние меры по уменьшению отрицательного влияния иудейства на жизнь христиан — переселение евреев в гетто, введение инквизиции, высылка за пределы Андалузии — оказались малоэффективными, принимается решение об изгнании всех иудеев из Испании. Как особо отвратительные и непереносимые для новообращённых указывались соблюдаемые евреями религиозные праздники и традиции, такие, как обрезание (Брит Мила, Песах, кашрут (предписания при приготовлении пищи), а также неуклонное соблюдение требований Моисеева закона.
Для Арагона, в отличие от Кастилии, изгнание евреев имело не только религиозные основания, но и хозяйственно-экономические причины. Так, в статьях, касающихся Арагона указывалось, что евреи «своими ростовщическими, невыносимо тяжёлыми процентами захватывают христианское имущество, пожирают его и заглатывают». И что евреи — заразная чума, побороть и победить которую можно только их полным изгнанием.

## Последствия
Спорным является то количество евреев, которые вследствие Альгамбрского эдикта вынуждены были покинуть Испанию — число это в оценках учёных колеблется от 130 тысяч до 300 тысяч. Согласно последним оценкам, из Кастилии были изгнаны от 80 тысяч до 110 тысяч иудеев, в Арагоне — от 10 тысяч до 12 тысяч (при общей численности жителей в то время в обоих испанских королевствах в 850 тысяч человек). Количество оставшихся и принявших крещение установить ещё сложнее, так как их число в источниках не указывается. Многие[сколько?] евреи бежали в Португалию, где они вначале были милостиво приняты королём Жуаном II, нуждавшимся в их капиталах. Тем не менее пребывание для евреев в Португалии было ограниченным по времени — в течение 2 лет не принявшие христианства должны были покинуть и эту страну. Так как Португалию пожелали покинуть лишь немногие, часть[сколько?] иудеев была схвачена и крещена насильно, а отказавшиеся были обращены в рабство и отправлены на работы на африканские плантации. При наследнике Жуана II, короле Мануэле I, после кратковременного периода терпимости, был принят указ, подобный Альгамбрскому, — все иудеи и мавры, отказавшиеся принять христианство, должны были покинуть Португалию до октября 1497 года.
Большинство евреев-сефардов, покинувших в конце XV века Испанию и Португалию, расселились небольшими общинами в Северной Африке, Египте и в Леванте, а также в Греции, пользуясь покровительством турецкого султана Баязида II. Часть из них осела в Европе, прежде всего в Италии. Здесь евреев принимали по-разному. Весьма враждебно они были встречены на Сицилии и в Неаполе, управлявшихся испанцами, а также в Миланском герцогстве, ставшем испанским с 1504 года (отсюда евреи также изгонялись). В то же время Медичи во Флоренции открыто зазывали к себе евреев и предоставили им для жительства город Ливорно. Подобным образом приняла сефардов и Венецианская республика, даже специально расширившая для них границы своего гетто. Много евреев поселились также в Папском государстве, прежде всего в Анконе и в Риме. Папой они были объявлены находящимися под защитой церкви. Кроме итальянских государств, испанские и португальские евреи поселились в Гамбурге, Амстердаме и в Антверпене.
Изгнание евреев оказало серьёзное воздействие на испанскую экономику. Несмотря на то что имущество евреев, их дома и земли, распродавались к выгоде коренного населения по низкой цене, серьёзный ущерб понесли торговля, финансы страны и банковское дело. С уходом из Испании еврейских капиталов стало невозможным финансирование крупных государственных, военных и хозяйственных проектов, пришло в упадок кредитное хозяйство (так как христианам запрещалось заниматься ростовщичеством). Лишь с началом вывоза золота и серебра из испанских колоний в Южной Америке Испания временно сумела выйти из тяжёлой экономической ситуации. Кроме этого, страна лишилась многих искусных мастеров-ремесленников, дипломатов и языковедов, врачей и учёных.
После изгнания и расселения евреев-сефардов по различным регионам Европы, Азии и Африки широко распространилось и тайное еврейское учение каббалы, до этого известное в Испании лишь ограниченному кругу посвящённых. Новым центром каббалистов стал палестинский город Цфат, где учили такие знаменитые каббалисты, как Моисей Кордоверо и Исаак Лурия. Каббала распространилась среди европейских евреев-ашкенази, достигла отдалённых уголков Средиземноморья и Северной Европы, стала известной и христианским учёным — как мистикам, так и гуманистам.
Одной из целей принятия Альгамбрского эдикта в Испании было обеспечение религиозного единства страны наряду с уже достигнутым политическим единством. Поэтому после принятия эдикта, в 1501 году, из Испании были изгнаны также все мавры-мусульмане, отказавшиеся принять крещение. В 1609—1614 годах были изгнаны и мориски (мавры, принявшие христианство). Новокрещенные евреи и мавры находились под надзором инквизиции. Тем не менее, многие марраны (криптоиудеи) и после принятия католичества продолжали тайно исповедовать свою прежнюю религию.
Процесс изгнания проходил на фоне других форм этнической дискриминации. Например, ещё в 1449 году испанскими властями в Толедо был принят декрет о «нечистой еврейской крови» и необходимости поддержать чистоту крови испанской (исп. estatutos de limpieza de sangre). Для занятия чиновничьих должностей и повышения в звании в армии кандидат должен был предоставить доказательства того, что среди его предков не было марранов либо морисков. Всё это привело к возникновению атмосферы враждебности в испанском обществе XVI—XVII веков, где образовалась пропасть между «новыми» и «старыми» христианами. В то же время многие знатные роды Испании, как оказалось впоследствии, имели евреев-сефардов в качестве предков или родственников.